# The Ticket-of-Leave Man (film 1914 Vale)
The Ticket-of-Leave Man (o The Ticket of Leave Man) è un cortometraggio muto del 1914 diretto da Travers Vale.

## Produzione
Il film fu prodotto dalla Biograph Company.

## Distribuzione
Distribuito dalla General Film Company, il film - un cortometraggio in due bobine - uscì nelle sale cinematografiche statunitensi il 27 ottobre 1914.
Non si conoscono copie ancora esistenti della pellicola che viene considerata presumibilmente perduta.